# خانه ملاباشی
خانه معتمدی یا خانه ملاباشی مربوط به دوره قاجار است و در اصفهان، محله پا قلعه، خیابان ملک واقع شده و این اثر در تاریخ ۲۵ خرداد ۱۳۸۱ با شمارهٔ ثبت ۵۸۸۳ به‌عنوان یکی از آثار ملی ایران به ثبت رسیده‌است.

## تاریخچه
ملاباشی درتفرش زندگی می‌کرد و فردی مورد اعتماد و همچنین از منجمان ناصرالدین شاه بود.
زمانی که ملاباشی به این عمارت پا گذاشت شامل دو پنج دری و یک بخش زمستان نشین از دوره زندیه می‌شد. و در مقابل خانه انگورستان ملک التجار که چند قدم بیشتر با آن فاصله ندارد خانه‌ای کم‌اهمیت جلوه می‌کرد. ولی با آمدن ملاباشی بخش شاه نشین و بخش ۹ دری به آن اضافه شد. که مهم‌ترین و جذاب‌ترین بخش این عمارت نیز همان است.

## نگارخانه

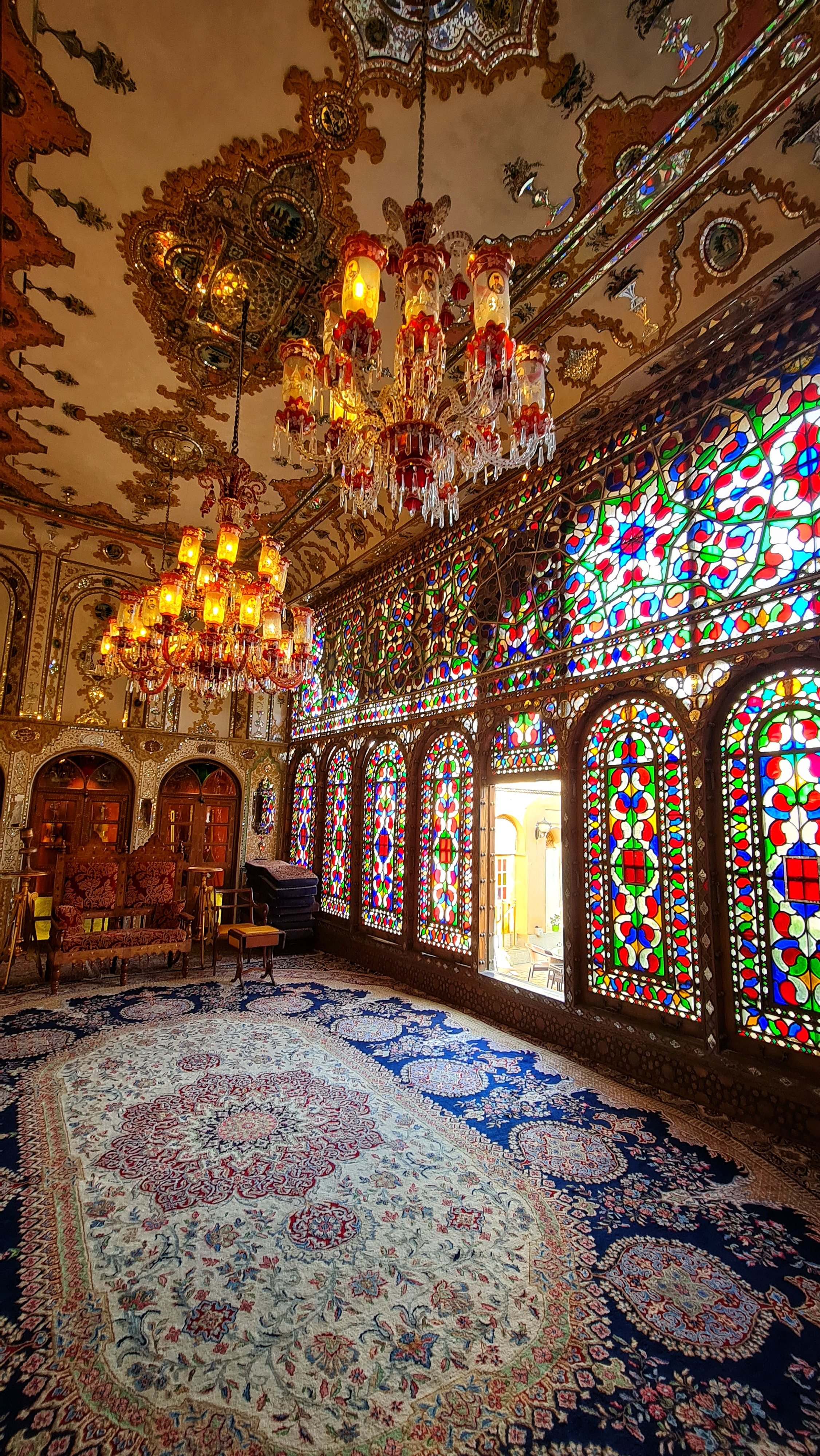
خانه ملاباشی
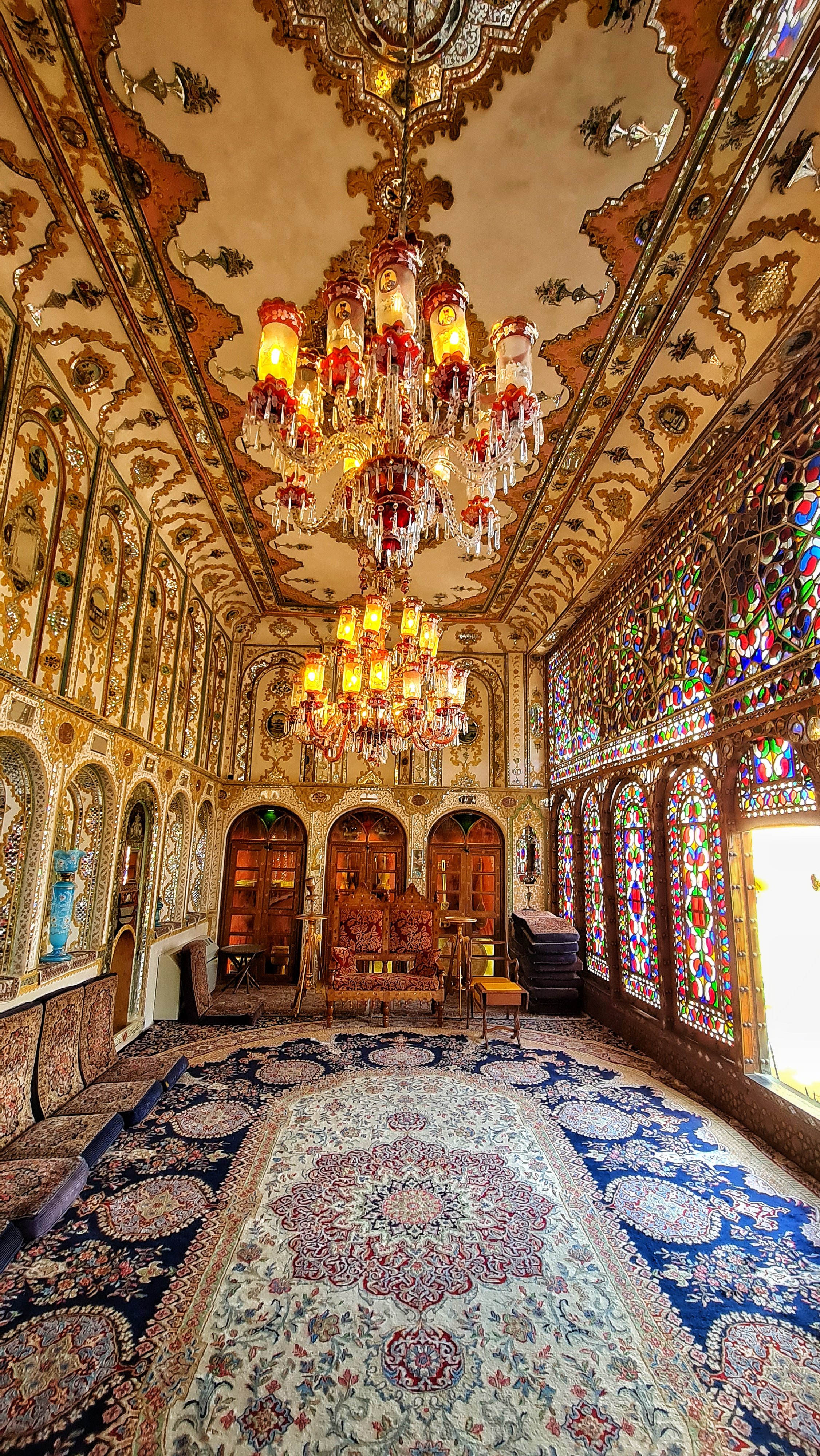
خانه ملاباشی
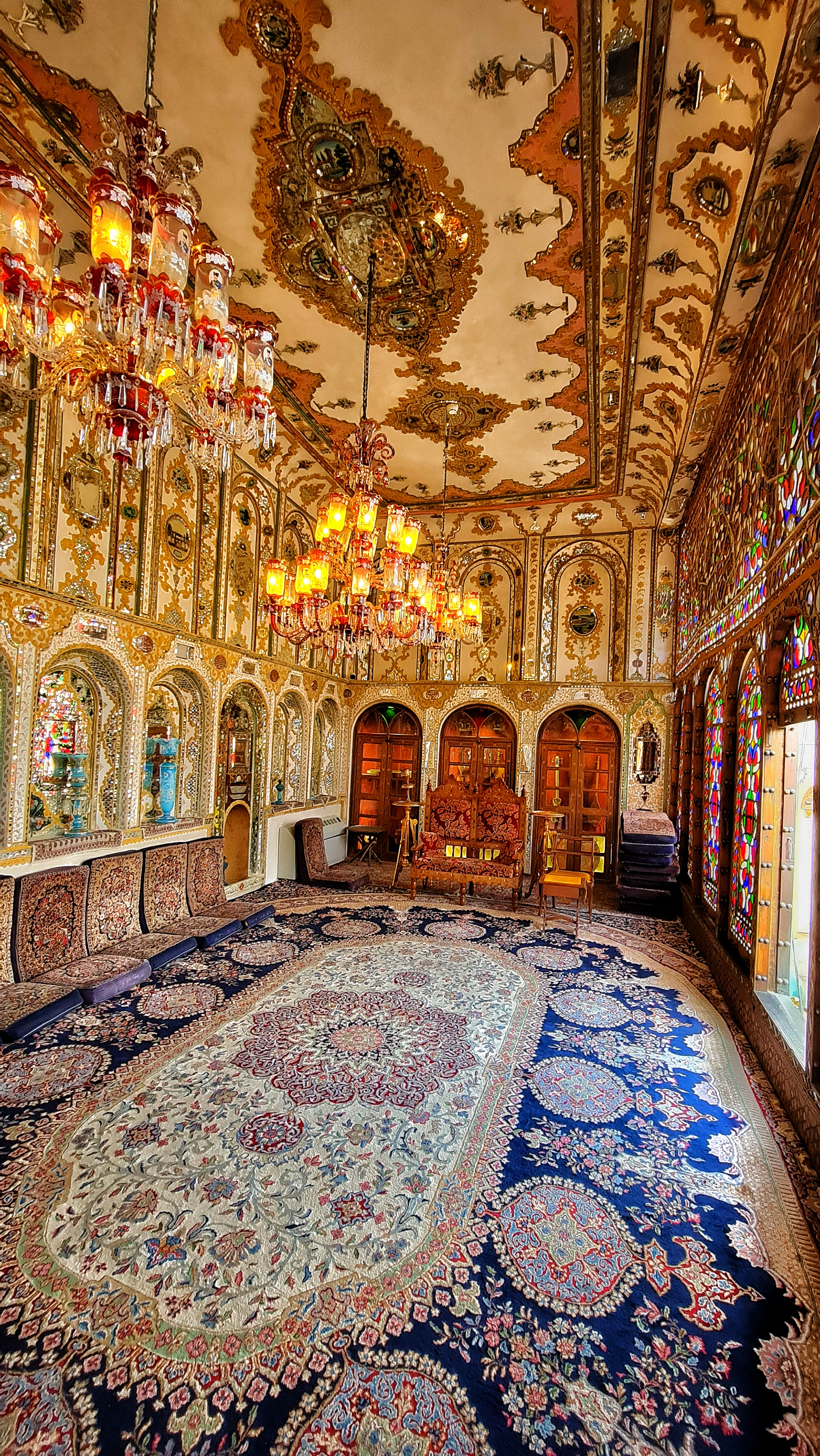
خانه ملاباشی